# Волостна
Волостна́ (рос. Волостная) — присілок у складі Абатського району Тюменської області, Росія.
Населення — 63 особи (2010, 127 у 2002).
Національний склад станом на 2002 рік:
- росіяни — 91 %